# Zhang Deying
Zhang Deying, Chinees: 張徳英, (1 juli 1953, China) is een voormalig Chinees professioneel tafeltennisster. Zhang is haar achternaam. Ze staat ook bekend als Chang Te-ying.
Ze won tussen 1977 en 1981 negen medailles op de wereldkampioenschappen tafeltennis.

## Belangrijkste resultaten
- WK
  -  Goud met het Chinese team in 1977 in Birmingham.
  -  Goud met het Chinese team in 1979 in Pyongyang.
  -  Goud op de vrouwendubbel in 1979 in Pyongyang met Zhang Li.
  -  Goud met het Chinese team in 1981 in Novi Sad.
  -  Goud op de vrouwendubbel in 1981 in Novi Sad met Cao Yanhua.
  -  Brons in het enkelspel in 1977 in Birmingham.
  -  Brons in het enkelspel in 1979 in Pyongyang.
  -  Brons op de gemengd dubbel in 1979 in Pyongyang met Wang Huiyuan.
  -  Brons in het enkelspel in 1981 in Novi Sad.